# 平移

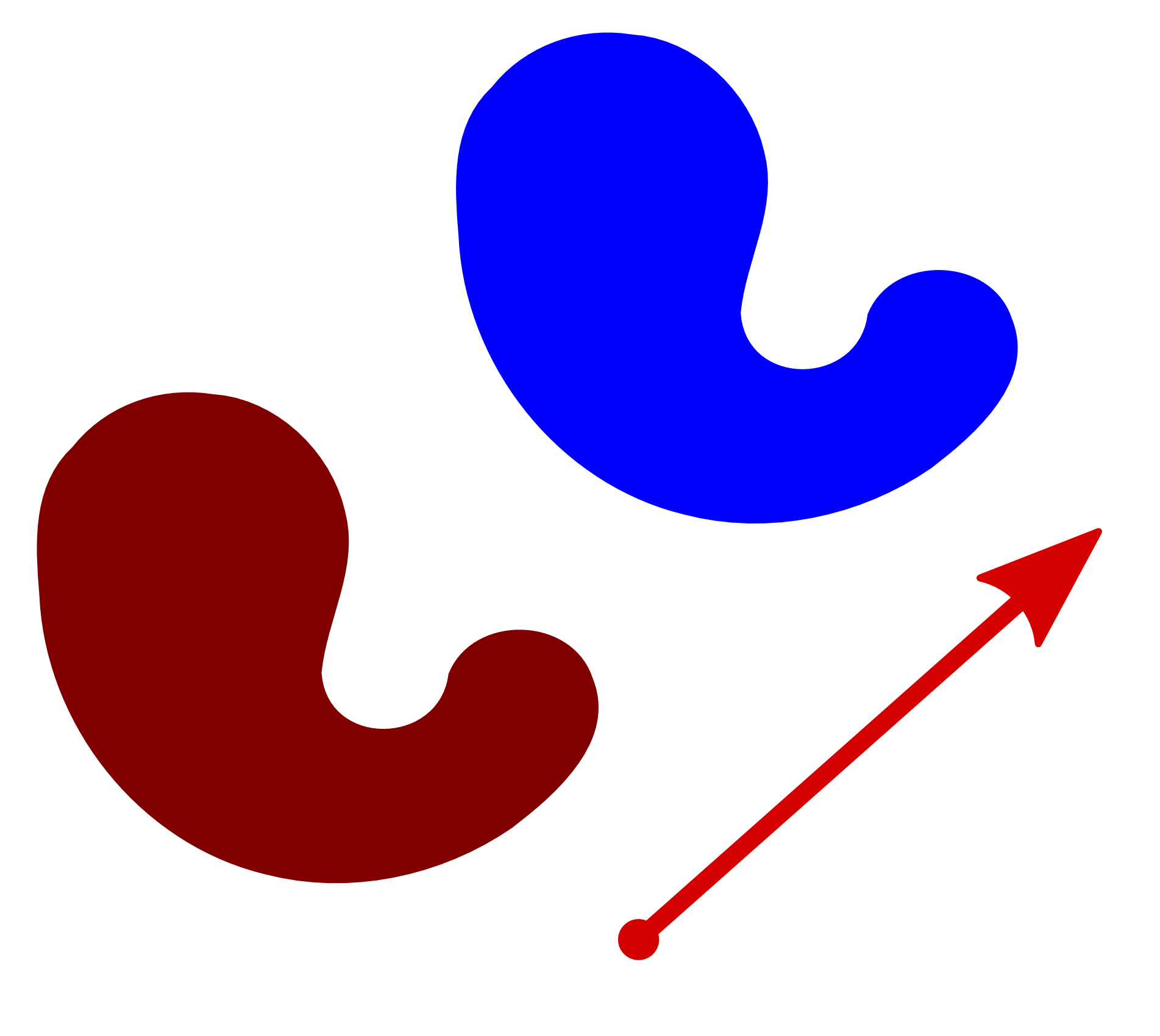
平移將物件的每一點向同一方向移動相同距離。

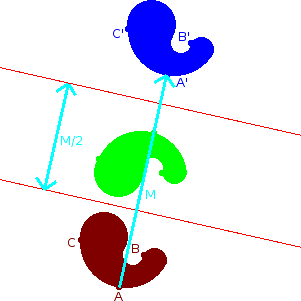
在针对一个轴的反射之后的针对另一个平行于前一个轴的轴的反射导致是平移的总和运动。

在仿射幾何，平移（translation）是將物件的每點向同一方向移動相同距離。
它是等距同構，是仿射空間中仿射變換的一種。它可以視為將同一個向量加到每點上，或將坐標系統的中心移動所得的結果。即是說，若{\displaystyle \mathbf {v} }是一個已知的向量，{\displaystyle \mathbf {p} }是空間中一點，平移{\displaystyle T_{\mathbf {v} }(\mathbf {p} )=\mathbf {p} +\mathbf {v} }。
將同一點平移兩次，結果可用一次平移表示，即{\displaystyle T_{\mathbf {v} }(T_{\mathbf {u} }(\mathbf {p} ))=T_{\mathbf {v} +\mathbf {u} }(\mathbf {p} )}，因此所有平移的集是一個群，稱為平移群。這個群和空間同構，又是歐幾里德群E(n)的正规子群。
T對E的商群與正交群O(n)同構：E(n) / T = O(n)。

## 矩陣表示
例如在三維空間，使用齐次坐标，{\displaystyle T_{\mathbf {v} }}可用矩陣表示為
{\displaystyle T_{\mathbf {v} }={\begin{bmatrix}1&0&0&v_{x}\\0&1&0&v_{y}\\0&0&1&v_{z}\\0&0&0&1\end{bmatrix}}}。
平移的結果{\displaystyle T_{\mathbf {v} }(\mathbf {p} )}就是
{\displaystyle T_{\mathbf {v} }(\mathbf {p} )=T_{\mathbf {v} }\mathbf {p} ={\begin{bmatrix}p_{x}+v_{x}\\p_{y}+v_{y}\\p_{z}+v_{z}\\1\end{bmatrix}}}。

平移的逆矩陣：{\displaystyle T_{\mathbf {v} }^{-1}=T_{-\mathbf {v} }}。兩個平移矩陣的積就是兩次平移的結果：{\displaystyle T_{\mathbf {u} }T_{\mathbf {v} }=T_{\mathbf {u} +\mathbf {v} }}。因為向量加法符合交換律，所以平移群不像一般矩陣乘法，平移矩陣乘法是可交換的。

## 外部連結
- Translation Transform （页面存档备份，存于） at cut-the-knot
- Geometric Translation (Interactive Animation) （页面存档备份，存于） at Math Is Fun
- Understanding 2D Translation （页面存档备份，存于） and Understanding 3D Translation （页面存档备份，存于） by Roger Germundsson, The Wolfram Demonstrations Project.